# Mazzy Star
Mazzy Star är ett amerikanskt psykedeliskt pop/rockband som bildades 1989, och var aktivt till 1996.
Mazzy Star släppte ny singel hösten 2011.

## Medlemmar
Originalmedlemmar
- Hope Sandoval (f. 24 juni 1966 i Los Angeles, Kalifornien) – sång, keyboard, gitarr, munspel, xylofon, tamburin (1989– )
- David Roback (f. 4 april 1958,  d. 24 februari 2020) – gitarr, keyboard (1989– 2020)

Andra medlemmar
- Suki Ewers – keyboard
- Colm Ó Cíosóig – gitarr, basgitarr, keyboard, trummor
- Josh Yenne – pedal steel guitar, gitarr

Tidigare medlemmar
- Kurt Elzner – gitarr
- Jill Emery – basgitarr
- William Cooper (Will Glenn f. 1957 – d. 2001) – keyboard, violin
- Keith Mitchell – trummor

## Diskografi
Studioalbum
- She Hangs Brightly (1990)
- So Tonight That I Might See (1993)
- Among My Swan (1996)
- Seasons Of Your Day (2013)

Singlar
- "Five String Serenade" / "Under My Car" (1993)
- "Blue Flower" (1994)
- "She's My Baby" / "Halah" (1994)
- "Fade Into You" (1994)
- "Halah" (1995)
- "I've Been Let Down" / "Roseblood" (1996)
- "Flowers in December" (1996)
- "I've Been Let Down" (1997)
- "Common Burn" (2011)
- "California" (2013)
- "I'm Less Here" / "Things" (2014)